# Classe Canopus (vascello)
La classe Canopus è stata una classe di navi di linea di seconda classe della Royal Navy. Composta da 9 navi di linea da 84 cannoni, è stata ispirata alla francese Franklin da 80 cannoni, catturata ed immessa in servizio come HMS Canopus ma non come parte della classe. Le prime navi erano state ordinate come vascelli di terza classe da 80 cannoni ma  vennero poi riclassificate da 84 col cambio del sistema di classificazione della Royal Navy del febbraio 1817. La classe a volte è chiamata Classe Formidable dal nome della prima nave del gruppo.

## Navi
- HMS Formidable

Costruttore: Chatham Dockyard
Ordinata: 8 maggio 1815
Varata: 19 maggio 1825
Fato: venduta, 1906
- HMS Ganges

Costruttore: Bombay Dockyard
Ordinata: 4 giugno 1816
Varata: 10 novembre 1821
Fato: venduta, 1929
- HMS Asia

Costruttore: Bombay Dockyard
Ordinata: 22 aprile 1819
Varata: 19 gennaio 1824
Fato: venduta, 1908
- HMS Vengeance

Costruttore: Pembroke Dockyard
Ordinata: 23 gennaio 1817
Varata: 27 luglio 1824
Fato: venduta, 1897
- HMS Powerful

Costruttore: Chatham Dockyard
Ordinata: 23 gennaio 1817
Varata: 21 giugno 1826
Fato: demolita, 1864
- HMS Clarence

Costruttore: Pembroke Dockyard
Ordinata: 27 maggio 1819
Varata: 25 luglio 1827
Fato: bruciata, 1884
- HMS Bombay

Costruttore: Bombay Dockyard
Ordinata: 26 gennaio 1825
Varata: 17 febbraio 1828
Fato: bruciata, 1864
- HMS Thunderer

Costruttore: Woolwich Dockyard
Ordinata: 23 gennaio 1817
Varata: 22 settembre 1831
Fato: venduta, 1901
- HMS Monarch

Costruttore: Chatham Dockyard
Ordinata: 23 luglio 1817
Varata: 18 dicembre 1832
Fato: demolita, 1866